# Roy Ameperosa
Roy Ameperosa (18 settembre 1984) è un calciatore samoano americano.